# Albert Kazimirski de Biberstein
Albert Félix Ignace Kazimirski, detto anche Albin de Biberstein (Korchów, 20 novembre 1808 – Parigi, 22 giugno 1887), è stato un orientalista francese di origine polacca.

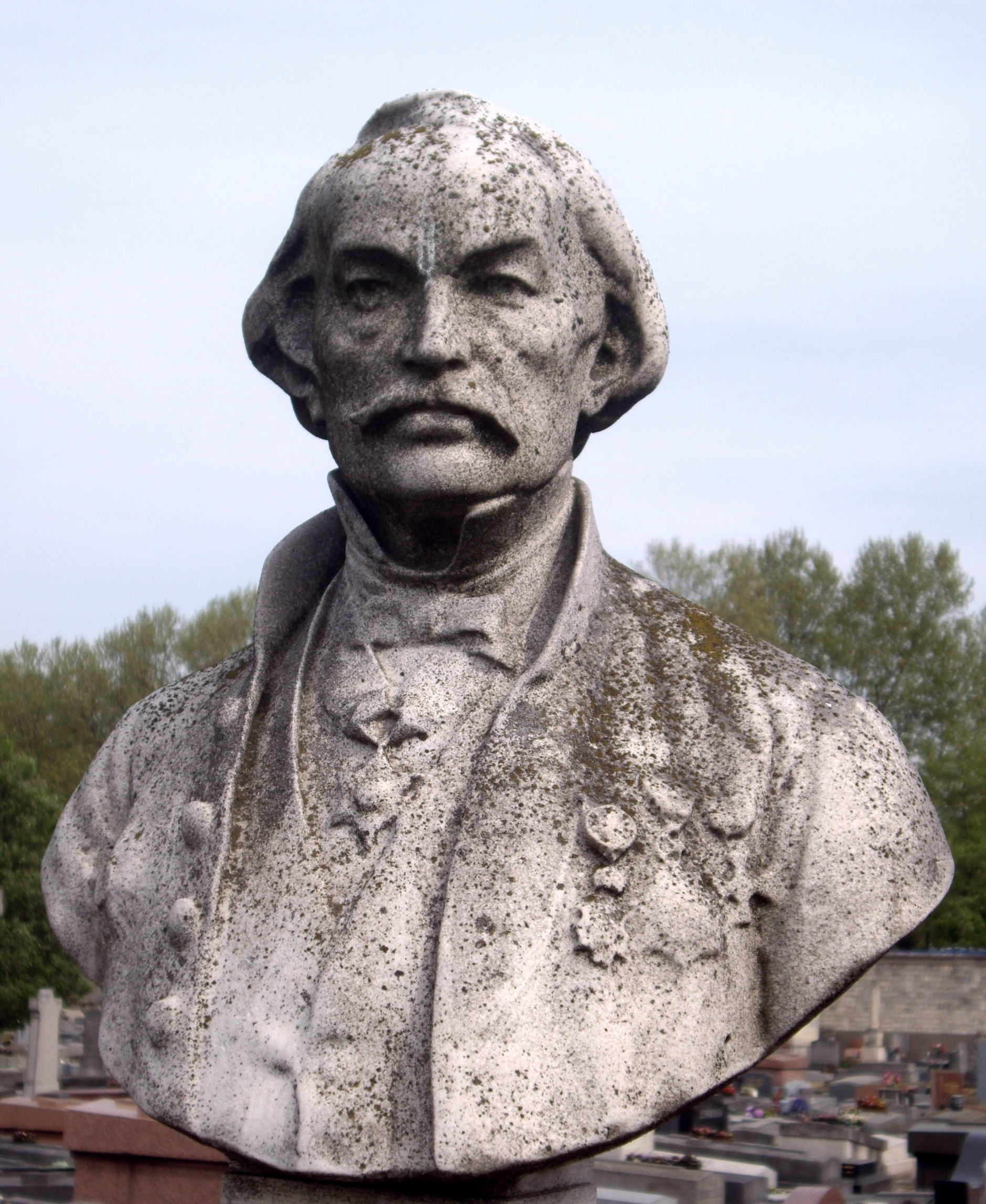
Busto di Kazimirski sulla sua tomba nel cimitero di Montrouge, division 19

Arabista di fama, realizzò un noto vocabolario bilingue arabo-francese e francese-arabo, oltre a numerose traduzioni, tra cui una del Corano.

## Biografia
Impara alcune lingue orientali nell'Università di Varsavia e in quella di Berlino. Partecipa all'insurrezione del novembre del 1830 ed è costretto ad abbandonare la propria patria, spartita e occupata. Come molti altri suoi compatrioti (tra cui Chopin, Mickiewicz, Slowacki, Norwid, Krasinski, Czartoryski), sceglie l'esilio in Francia, in cui si reca con Joachim Lelewel.
Nel 1834, in compagnia di Adam Mickiewicz e di Bohdan Zaleski, fonda la Società slava (Towarszystwo słowiańskie) di Parigi. Avvia la redazione di un dizionario polacco-francese. Poi diventa dragomanno, ossia interprete dei rappresentanti di Francia in Levante, e quindi attaché alla missione francese nella  Persia cagiara.
Incaricato di rivedere la seconda traduzione del Corano in francese - quella di Savary (1783) - appronta una sua personale traduzione, che sarà pubblicata per la prima volta nel 1840, ispirandosi ai precedenti lavori del sacerdote italiano Marracci (1698) e a quella del britannico George Sale (1734).

## Opere scelte
- Il Corano, traduction nouvelle faite sur le texte arabe par M. Kasimirski, interprète de la légation française en Perse, 1840, 1841, 1844, Paris, Charpentier, 511 p., 1970, Garnier Flammarion, con una Prefazione di Mohammed Arkoun, e 1997, Jean de Bonnot
- Dictionnaire arabe-français, contenant toutes les racines de la langue arabe, leurs dérivés, tant dans l'idiome vulgaire que dans l'idiome littéral, ainsi que les dialectes d'Alger et de Maroc, par A. de Bibertein Kazimirski, Paris, Maisonneuve et Cie, 2 volumi, 1860, 1392 e 2369 pp. (riedizione 1944, Beirut, éditions du Liban, e 2005, édition Albouraq)
- Dialogues français-persans: précédés d'un précis de la grammaire persane et suivis d'un vocabulaire français-persan, par Albert Biberstein-Kazimirski.
- Enis el-Djelis; ou, Histoire de la belle Persane. Le Mille e una Notte, traduit de l'arabe et accompagné de notes par Albert de Biberstein Kazimirski.